# Программа обучения V-12
Программа обучения флотских офицеров V-12 (англ. V-12 Navy College Training Program, сокр. V-12) — специальная программа обучения в учебных учреждениях США для пополнения корпуса офицеров ВМС США во время Второй мировой войны.
Цель программы V-12 состояла в том, чтобы подготовить большое количество офицеров как для ВМС США, так и для Корпуса морской пехоты, чтобы удовлетворить повышенные потребности воюющего флота, и получить недостающих офицеров, которых не могли предложить Военно-морской академией США и Школой гардемаринов военно-морского резерва США. Она была похожа на Программу специализированной подготовки армии (ASTP), которая подготовила более 200 000 технически подготовленных кадров в таких областях, как инженерное дело, иностранные языки и медицина в период с 1942 по 1944 год. Отличием являлось то, что от новобранцев ASTP ожидалось, но не требовалось, чтобы они становились офицерами по окончании обучения. С 1 июля 1943 года по 30 июня 1946 года в 131 колледж и университет США было зачислено более 125 000 человек. Некоторые даже вернулись со службы на флоте, чтобы получить степень в колледжах, где они учились до призыва в армию.
После окончания обучения выпускники проходили службу на флоте США или в частях морской пехоты. В первом случае они получали звание энсина, во втором — второго лейтенанта.

## История
Когда Соединенные Штаты вступили во Вторую мировую войну, количество учащихся в американских колледжах и университетах резко сократилось, так как многие из обучающихся либо пошли на военную службу, либо стали работать в отраслях экономики, связанных с войной. В результате некоторые учебные заведения опасались, что им придется закрыться на время военного конфликта.
14 октября 1942 года Американский совет по образованию опубликовал отчет о том, как лучше всего использовать колледжи и университеты в этот период времени. В нём рекомендовалось создать «корпуса подготовки колледжей» в кампусах колледжей и университетов, чтобы их учащиеся носили военную форму и получали жалованье за действительную военную службу, обучались техническим специальностям и по окончании учебного заведения были полезны для армии и флота. Президент Франклин Рузвельт согласился с этим планом. 12 декабря 1942 года было объявлено о программе военно-морского обучения Army Specialized Training Program, которая получила название V-12.

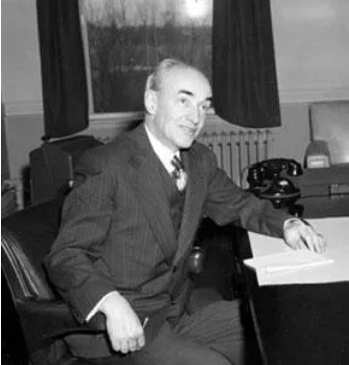
Артур Адамс

Учёный, капитан Артур Адамс из подразделения Training Division бюро Bureau of Naval Personnel был ответственным за программу V-12. Ричард Барретт Лоу, будущий губернатор Гуама и Американского Самоа, стал одним из её первых руководителей (командиров).
Программа V-12 стала экономически и функционально выгодной для колледжей и университетов в поддержании набора во время общей мобилизации живой силы во время войны, а также удовлетворяла и даже превышала критические потребности военных. В числе 131 учебного учреждения, участвовавшего в этой программе, были: семинарии, школы, колледжи и университеты.
В числе многочисленных учащихся, прошедших через эту программу, были: Роберт Кеннеди, Говард Бейкер, Малколм Карпентер, Джонни Карсон, Уоррен Кристофер, Роджер Корман, Мелвин Лэйрд, Джек Леммон, Сэм Пекинпа и многие другие известные личности.